# Maria Teresa Luisa av Savojen, prinsessan de Lamballe

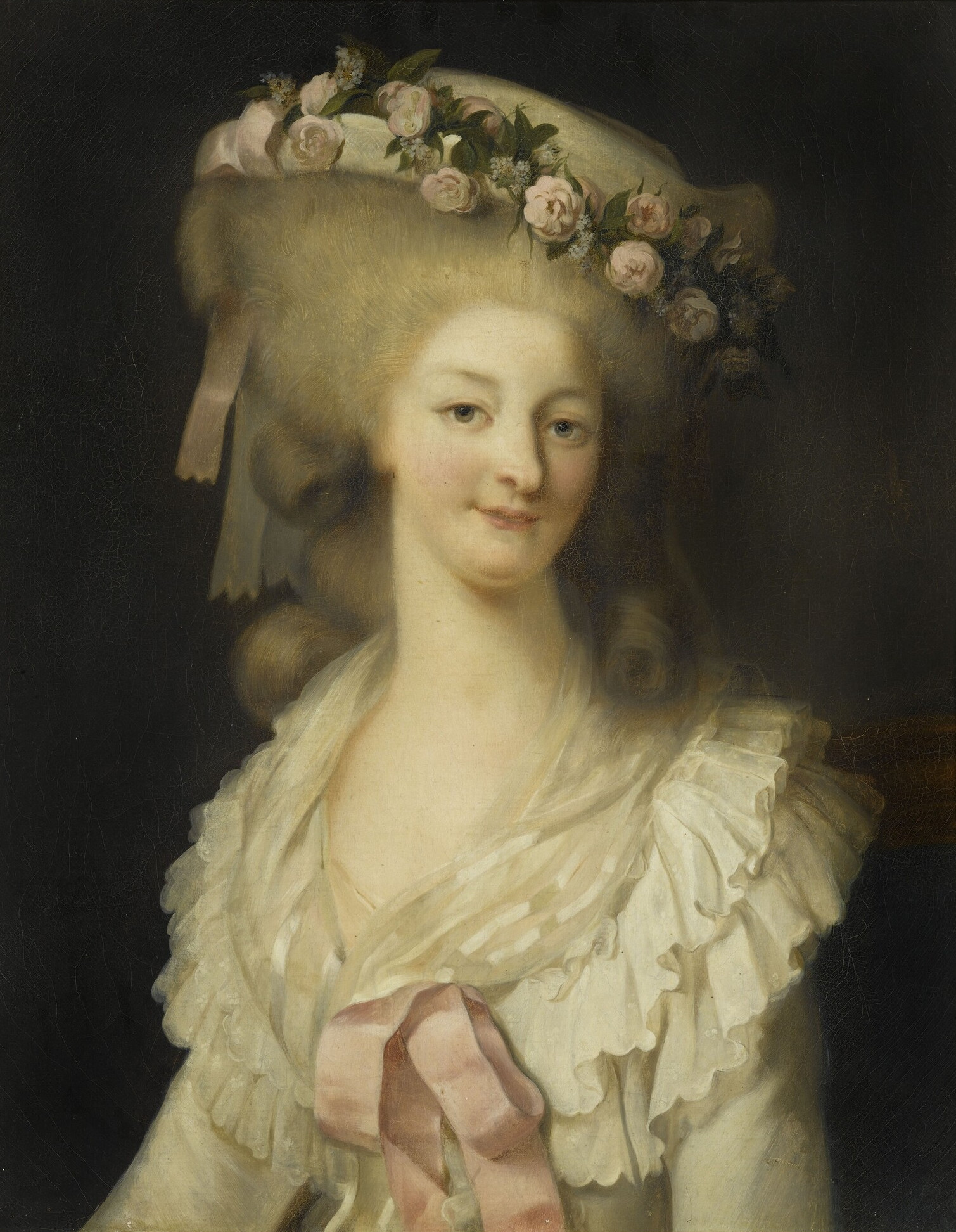
Prinsessan de Lamballe.

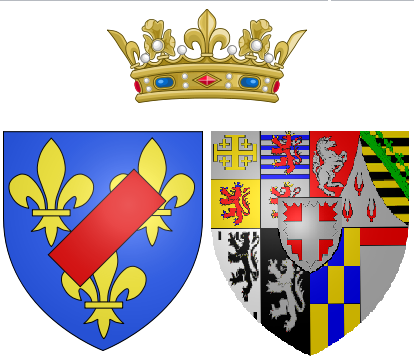
Vapen.

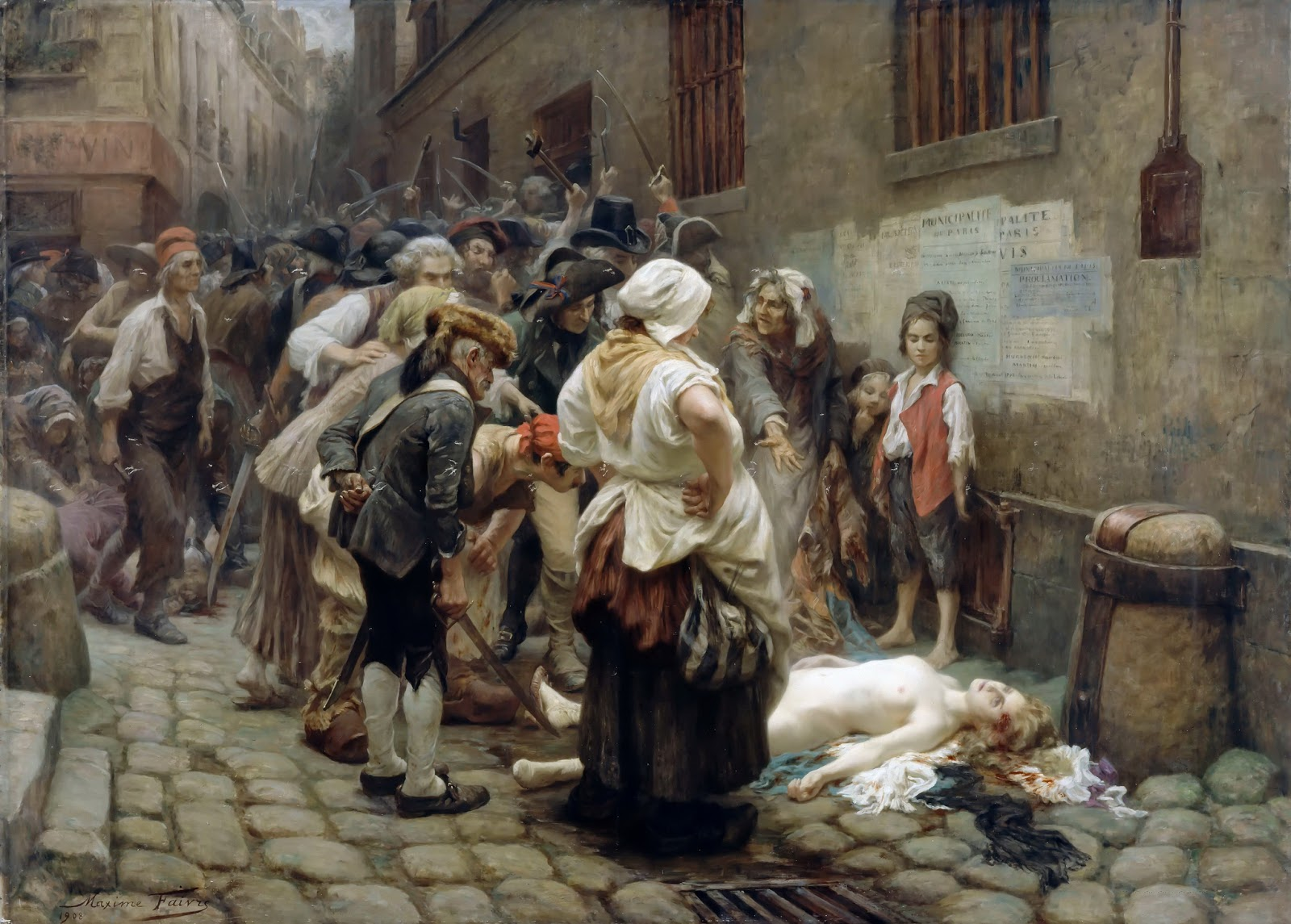
Prinsessan de Lamballes död, målning av Léon-Maxime Faivre (1908).

Maria Teresa Luisa av Savojen, prinsessan de Lamballe, född 8 september 1749 i Turin, död 3 september 1792 i Paris, var en fransk hovdam, gunstling åt Frankrikes drottning Marie-Antoinette. Hon är känd i historien enbart som "prinsessan de Lamballe". 

## Biografi
Lamballe var dotter till Ludvig Viktor av Savojen, prins av Carignan, som var dotterson till Viktor Amadeus II av Savojen och dennes mätress Jeanne Baptiste d'Albert de Luynes, och Christina Henrietta av Hessen-Rheinfels-Rotenburg, som var svägerska till kung Viktor Amadeus III av Savojen.
Hon blev gift den 31 januari 1767 med Louis-Alexandre de Bourbon, prins de Lamballe (1747–1768), som var son till Frankrikes rikaste privatperson, Louis-Jean-Marie de Bourbon, hertig de Penthièvre, och barnbarn till Ludvig XIV:s utomäktenskapliga son Louis Alexandre. Äktenskapet var lyckligt endast under smekmånaden. Därefter inledde maken ett nytt förhållande och sålde hennes smycken för att betala sina skulder. Han avled av en könssjukdom året därpå.  
Makens död gjorde henne till en av Frankrikes rikaste kvinnor. Som änka kom hon att stå mycket nära sin svärfar, och de ägnade sig tillsammans åt sitt gemensamma intresse, välgörenhet.  

### Gunstling
Lamballe deltog ofta i ceremonierna vid hovet, där hon år 1770 presenterades för kronprinsessan Marie-Antoinette, som blev förtjust i henne. Deras nära vänskapsförbindelse tilldrog sig mycket uppmärksamhet. Då Marie-Antoinette blev drottning 1774, återinförde hon det avskaffade hovämbetet Surintendante och gav det till Lamballe, något som gjorde att hon hamnade före alla de övriga hovdamerna i rang trots sin unga ålder och fick en mycket hög lön trots sin redan tidigare stora förmögenhet, något som orsakade avund och ogillande vid hovet. 
Lamballe beskrivs som en tillbakadragen, mycket känslig och ömtålig person som svimmade vid minsta sinnesrörelse, men också som en lojal och trogen vän mot de hon hade fattat tillgivenhet för. Hennes gunstlingsposition hos Marie-Antoinette försvagades efter att denna år 1775 lärt känna Yolande de Polastron, som var betydligt mer extrovert och kan tänkas ha haft bättre möjligheter att umgås med drottningen i nöjessammanhang än den tillbakadragna Lamballe. Marie Antoinette fortsatte dock parallellt att besöka även Lamballe, i vars sällskap hon lär ha slappnat av efter att ha fått nog av spänning och nöjen i Yolandes sällskap.  
Även sedan hon hade ersatts som gunstling av Yolande de Polastron behöll Lamballe sitt ämbete och fortsatte att besöka hovet för att närvara vid de ceremonier det krävde, men tillbringade alltmer tid utanför hovet under sin rivals storhetstid. Hon ägnade sig åt välgörenhet och att vårda sin ömtåliga hälsa, och blev också medlem i de kvinnliga frimurarna, som hon introducerade för Marie Antoinette. Under Halsbandsprocessen 1785 väckte hennes besök i fängelset hos den fängslade Jeanne de la Motte stor uppmärksamhet på grund av alla rykten om att drottningen i själva verket hade varit inblandade i affären. Efter halsbandsprocessen försämrades drottningens relation till Yolande de Polastron, och drottningen och Lamballe började därför åter närma sig varandra. 
Lamballe framställdes i svartmålande, pornografiska pamfletter som drottningens sexualpartner jämsides med Yolande de Polastron och greven av Artois, men vid hovet, där man kände till hennes personlighet, förekom aldrig några sexuella rykten kring henne.

### Under franska revolutionen
Vid franska revolutionens utbrott under sommaren 1789 befann sig Lamballe på utlandsresa i Schweiz, och vid sin återkomst till Frankrike vårdade hon sin sjuke svärfar, där hon befann sig under kvinnotåget till Versailles. När hon fick reda på vad som hänt, reste hon omedelbart tillbaka till hovet och sin tjänst hos Marie Antoinette. Hennes rival Yolande de Polastron hade lämnat landet vid revolutionens utbrott, och vänskapen mellan Marie Antoinette och Lamballe blev nu återigen nära. Hon fick en tjänstebostad i Tuilerierna, där hennes salong blev en mötesplats för drottningen och de politiker denna ville påverka till förmån för enväldets återinförande.  
Sedan Yolande de Polastron hade emigrerat och Lamballe återigen blivit drottningens gunstling och samarbetade med denna mot revolutionen, blev hon utsatt för en hård fientlig propagandakampanj och karikerades ständigt i aggressiva smädeskrifter och politiska sånger. 
Lamballe blev inte informerad om flykten till Varennes sommaren 1791, men fick dagen efter flykten ett meddelande från drottningen som bad henne att möta henne i Bryssel, varför hon omedelbart reste dit. När kungafamiljens flyktförsök misslyckades och de tvingades återvända till Paris, råddes hon av Marie Antoinette att inte återvända till Frankrike. Hon valde ändå att återvända för Marie-Antoinettes skull, trots att hon själv trodde att hon befann sig under dödshot, och hon skrev sitt testamente innan hon återvände.  
Lamballe tillhörde dem som befann sig vid drottningen sida under Demonstrationen den 20 juni 1792, när en folkmassa trängde in i slottet och ringade in Marie Antoinette och ett antal hovfunktionärer i ett hörn och förolämpade dem i timmar. Hon beskrivs som modig under denna tid av de som kände henne, med tanke på att hon med sina ömtåliga nerver normalt inte tålde några som helst påfrestningar utan att bryta ihop. 
Lamballe följde kungafamiljen då de sökte skydd hos nationalförsamlingen vid Stormningen av Tuilerierna (10 augusti), och därifrån vidare till fängelset Temple. Den 19 augusti separerades hon och kungabarnens guvernant Louise-Elisabeth de Tourzel från kungafamiljen och placerades i La Force-fängelset. När de skildes åt ska Marie Antoinette ha bett Tourzel om att ta hand om Lamballe i fängelset, eftersom hon med sin känslighet inte tålde någon aggressivitet. Tourzel och Lamballe fick dela cell i fängelset. Tourzel beskriver i sina memoarer hur hon försiktigt förebrådde Lamballe för hennes ömtålighet, och hur Lamballe medgav att hon ofta hade varit för känslig, och lovade att försöka bete sig med större mod.

### Död
Under septembermorden attackerades fängelserna i Paris av folkmobbar som ställde fångarna inför provisoriska folktribunaler som avkunnade summariska domar och sedan överlämnade de dömda till mobben för att friges eller massakreras.  
Den 3 september 1792 fördes Lamballe inför en sådan tribunal. Tribunalen genomförde sin rättegång genom att ställa fyra frågor: De frågade henne om namn, anställning och huruvida hon kände till något om komplotten av den 10 augusti 1792. Hon svarade att hon inte kände till något om någon komplott. Tribunalen avkrävde henne sedan att "svära en ed att älska friheten och jämlikheten och svära hat mot kungen och drottningen". Hon svarade att hon gärna svor på att älska friheten och jämlikheten, men vägrade att svära att hata kungen och drottningen. Hennes svärfar hade sänt sina agenter till rättegången, och de blandade sig med folkmassan och rådde henne att svära eden för att rädda sitt liv, men hon sade då: "Jag har ingenting mer att säga. Det spelar ingen roll för mig om jag dör nu eller senare; jag har gjort mitt livs offer." Hon dömdes då med orden: "Ta bort madame", varpå hon fördes ut på gatan till en grupp män som dödade henne omgående. 
De exakta omständigheterna kring hennes död har varit föremål för en mängd spekulationer och mytbildning, eftersom mordet på henne var ett populärt motiv i den rojalistiska propagandan. Enligt denna blev hon avklädd, våldtagen, stympades i underlivet, fick sina bröst avskurna och magen uppskuren och tömd på tarmar, varefter hennes stympade kropp drogs omkring längs gatorna. Hennes kropp blev enligt denna version uppvisad ute på gatan hela dagen. 
Det finns dock inget som tyder på att hon blev våldtagen eller stympad. Samtida register uppger att hennes kropp fördes fullt påklädd till bårhuset endast en kort tid efter hennes död. Enligt samtida vittnesmål, fördes hon ut på gatan till en gård full med lik av massakrerade personer. Hon utstötte då ett rop av skräck och försökte backa, men fördes istället till gårdens mitt av två vakter. Hon mottog sedan två hugg i huvudet, och dödades därefter på ett ögonblick genom knivhugg av folksamlingen. 
Efter hennes död skildes hennes huvud från kroppen och sattes upp på en pik. Flera senare memoarförfattare påstår sig ha sett huvudet bäras omkring av mobben på gatorna.  Det visades sedan upp utanför det fönster i Temple där Marie-Antoinette hölls fången. Männen ville att Marie-Antoinette skulle kyssa huvudet på grund av ryktena om att de hade haft ett sexuellt förhållande. En del versioner hävdar att Marie-Antoinette tvingades se huvudet och sedan svimmade. Andra menar att hon inte såg det, men att hon svimmade sedan hon hade fått reda på vad som hände, eftersom en av vakterna sade: "De försöker visa er Madame de Lamballes huvud", och att mobben utanför trodde att det var Marie Antoinette som skrek, när det i själva verket var en av personalens hustrur.
Prinsessan de Lamballes grav är inte känd. Marie Grosholtz (Madame Tussaud) blev beordrad att göra en avgjutning av hennes ansikte.
de Lamballe har ofta porträtterats inom fiktion.